# Eggenfelden
Eggenfelden is een gemeente in de Duitse deelstaat Beieren, gelegen in het Landkreis Rottal-Inn. De stad telt 13.817 inwoners.

## Ligging, verkeer
Het stadje dat officieel in liefst 119 stadsdelen is onderverdeeld, ligt aan de rivier de Rott, een 111 km lange zijrivier van de Inn. Het ligt 110 km ten oosten van München.

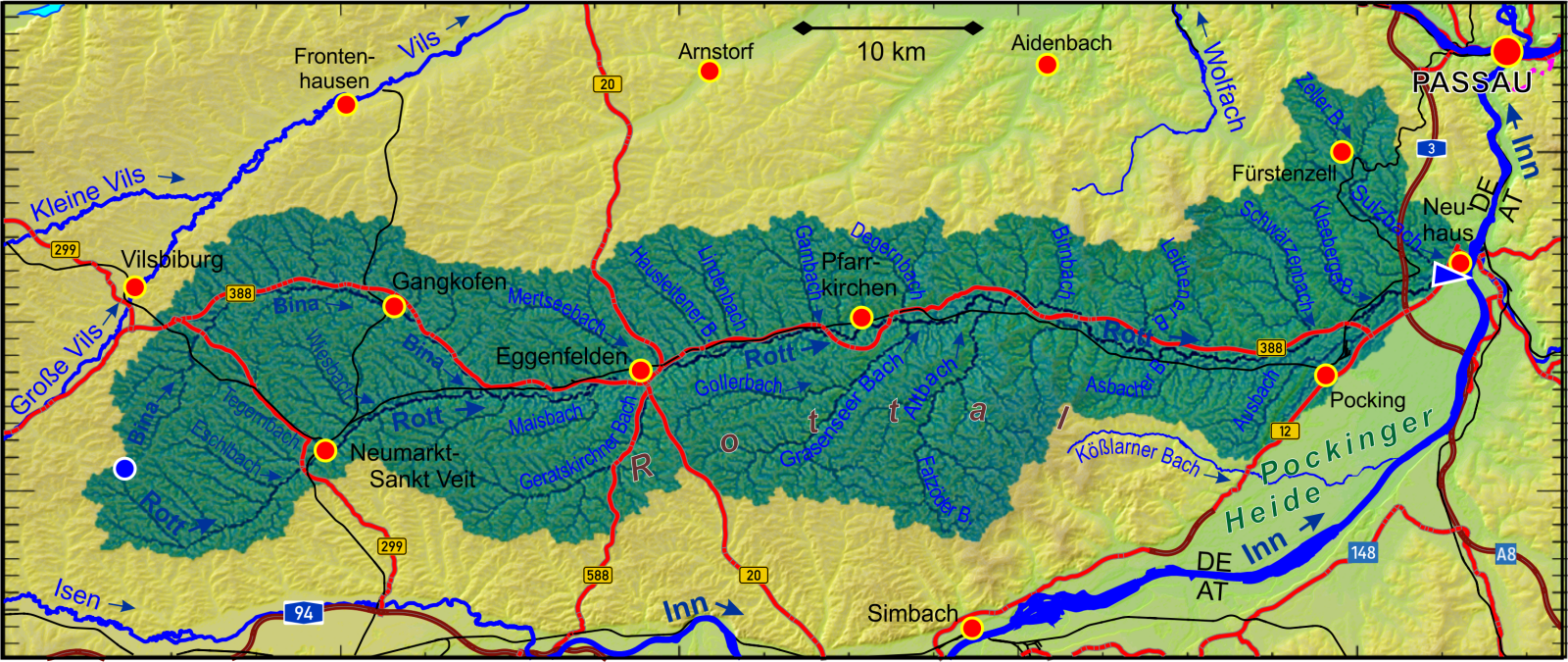
Situering van het Rotttal
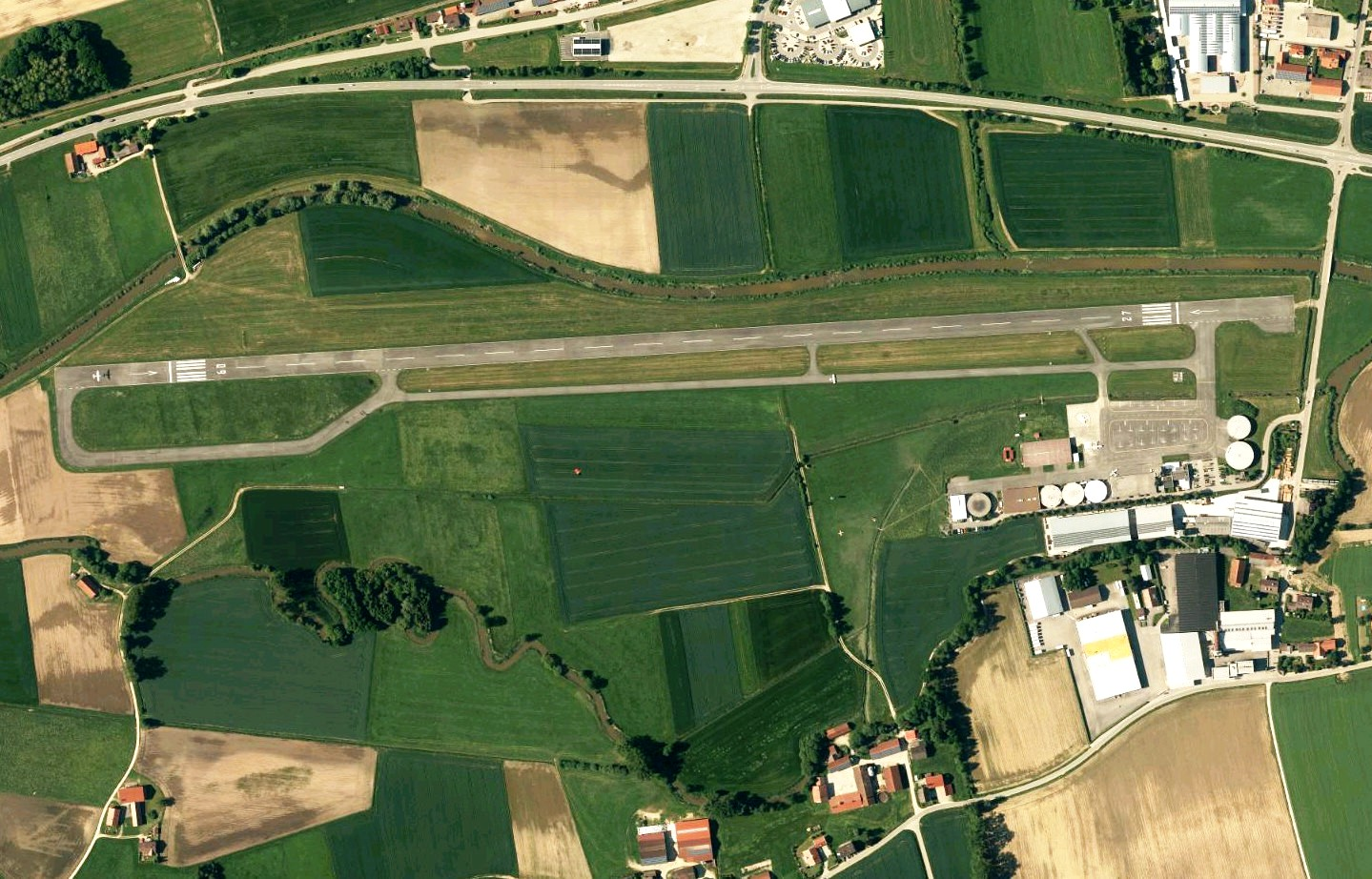
Het vliegveld van Eggenfelden

Naburige steden zijn onder andere Pfarrkirchen en Simbach am Inn.
Te Eggenfelden komen de Bundesstraßen B20, B388 en B588 samen.
Eggenfelden heeft sinds 1879 twee stations aan de zgn. Rottalbahn of Rotttalbahn, de spoorlijn van Passau Hauptbahnhof naar Neumarkt-Sankt Veit, dat 20 km in westelijke richting ligt.
De stad heeft een klein vliegveld. Flugplatz Eggenfelden ligt 2 km ten zuidwesten van het centrum. Het heeft een 23 m brede en 1160 m lange start- en landingsbaan, die geasfalteerd is. Het veld dat bedoeld is voor kleine zakenvliegtuigjes, sport- en hobbyvluchten, heeft ICAO-code EDME.

## Economie
Een belangrijk internationaal opererend bedrijf in de stad is Frischli, een zuivelverwerkend bedrijf dat, volgens de website van de onderneming zelf,  een van de grootste producenten in geheel Europa is van koffiemelkcups, die o.a. in de horeca worden geserveerd. Het hoofdkantoor van deze onderneming zetelt overigens in Rehburg-Loccum, Nedersaksen.

## Geschiedenis

### Schloss Gern

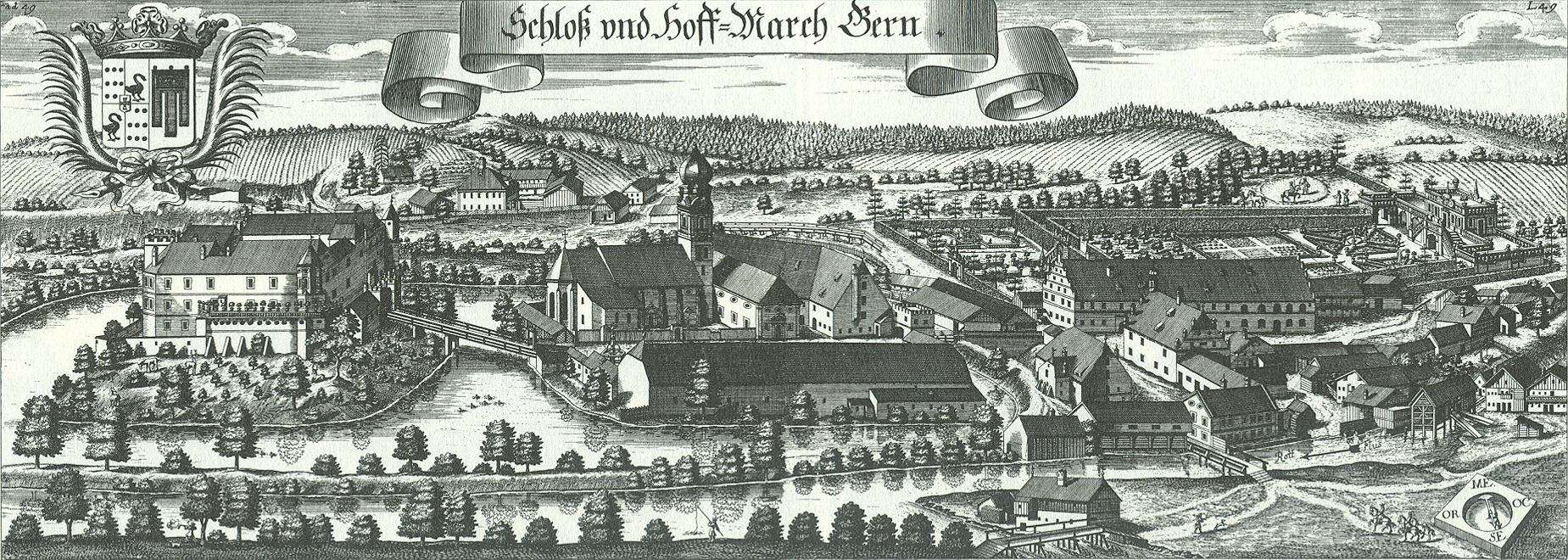
Kasteel en Hofmark  Gern in 1721
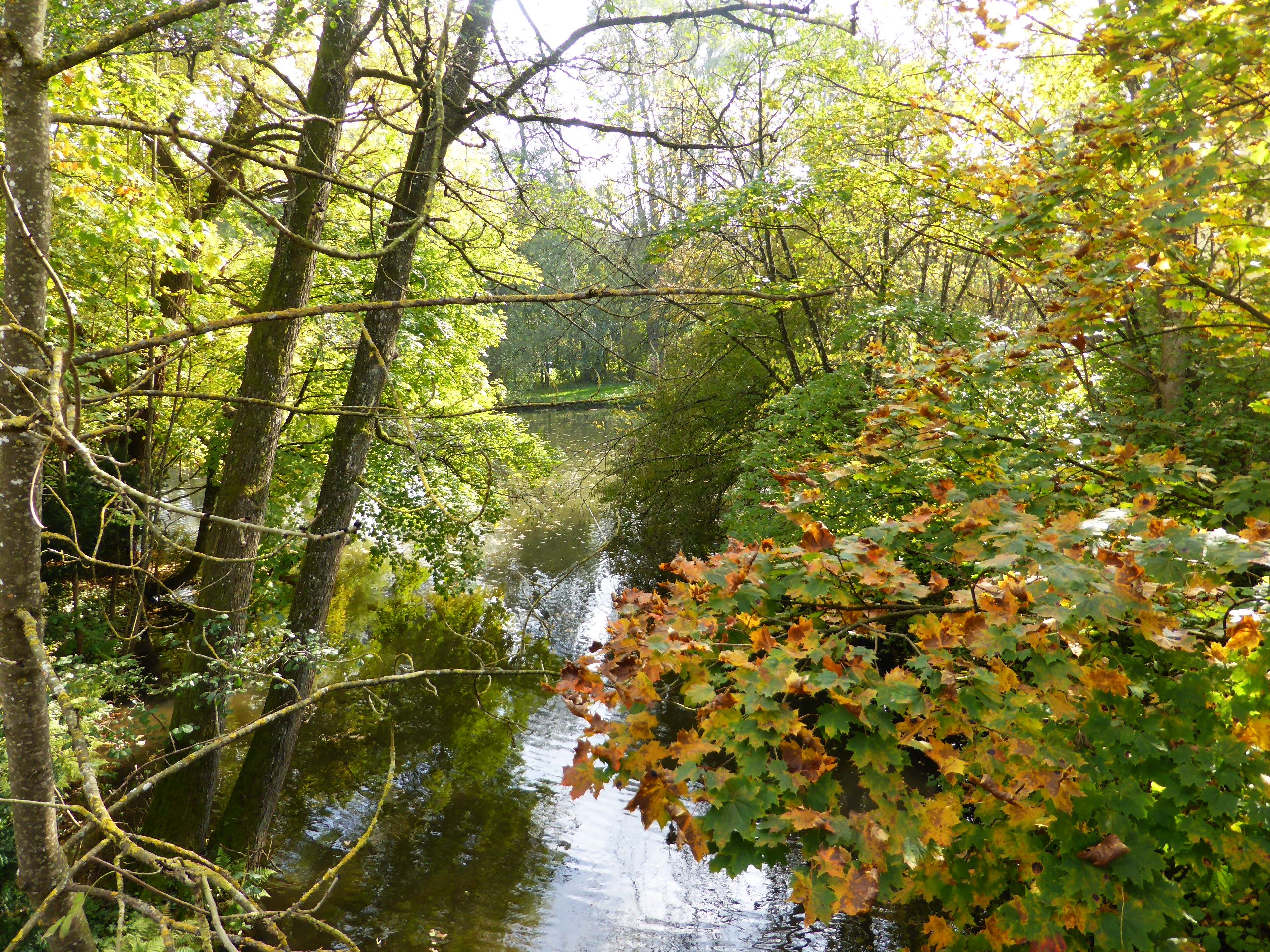
De voormalige slotgracht

Het dorp Geren (nu Gern geheten), sinds 1347 een Hofmark, dus met eigen lagere jurisdictie, ontstond rondom het belangrijke, gelijknamige kasteel, dat al in de 12e eeuw bestond. Het kasteel is talrijke keren verwoest en herbouwd, o.a. in 1648. In de 18e eeuw werd het bewoond door de zeer invloedrijke adellijke familie Von Closen. Een telg uit dit geslacht bouwde een deel van het kasteel in 1825 tot landbouwschool om, een van de eerste van die instituten in Duitsland. In 1831 brandde het kasteel grotendeels af.  Na herstel en gedeeltelijke nieuwbouw diende het kasteel, tot op de huidige dag (sinds 1992 is het eigendom van de gemeente Eggenfelden), als huisvesting voor culturele instellingen en onderwijsinstituten, waaronder de stedelijke muziekschool en depotruimtes voor waardevolle voorwerpen. Delen van het uitgestrekte complex zijn sterk vervallen en worden, mits daar geld voor zal zijn, in de periode tot 2030 gerestaureerd.

### Overige
Eggenfelden ontstond in de middeleeuwen: in 1120 wordt het voor het eerst vermeld in een schenkingsakte voor klooster Baumburg bij Trostberg.  In 1259 kreeg het marktrecht. Het is steeds in bezit geweest van het Huis Wittelsbach. In 1902 kreeg Eggenfelden stadsrechten.
Na de Tweede Wereldoorlog nam Eggenfelden, zoals de meeste plaatsen in Duitsland, veel Heimatvertriebene uit o.a. Silezië, Sudetenland en Oost-Pruisen op. Onder hen waren veel protestanten, wat de stichting van een evangelisch-lutherse gemeente en de inrichting van een groot luthers kerkgebouw in deze tot dan toe strikt rooms-katholieke gemeente noodzakelijk maakte.

## Bezienswaardigheden e.d.
- Het schilderachtige, 800 inwoners tellende dorp Gern, dat een Stadtteil is van Eggenfelden.
- Kasteel Gern
- Molencomplex Prühmühle aan de oostkant van de stad
- Eggenfelden heeft een schouwburg met 350 (zit)plaatsen
- Eggenfelden is voor de jeugd in de verre omtrek een geliefde plaats om te bezoeken, vanwege het nachtleven. Het stadje telt enige populaire disco's, danscafés en nachtclubs.
- De parochiekerk St.Nicolaas en St. Stefanus in de binnenstad, gebouwd in gotische stijl, dateert uit de 15e eeuw en heeft binnen een opvallend kruisribgewelf.
- De evangelisch-lutherse Reformations-Gedächtnis-Kirche bedient de protestantse gelovigen in de wijde omtrek. Bijzonder is dat de (onder monumentenzorg staande) kerk sinds 1931 (inwijding 1937) gevestigd is in een gebouw dat ooit een uitgaansgelegenheid (bierhuis met bioscoop) was. De toren is na de Tweede Wereldoorlog bijgebouwd; het kerkgebouw is toen ook aan het sterk gegroeide aantal protestantse gelovigen aangepast.

## Afbeeldingen

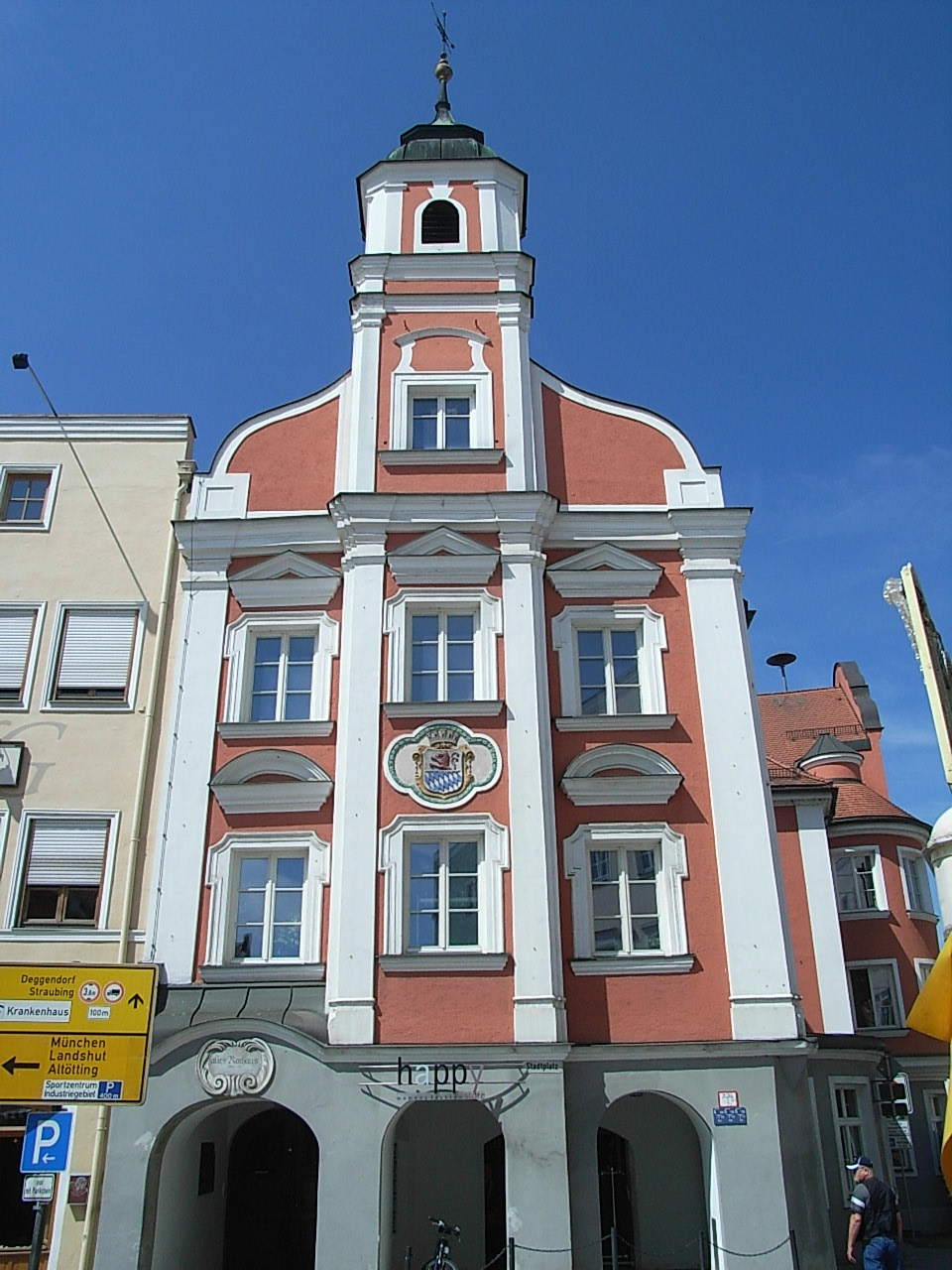
Het 17e-eeuwse raadhuis
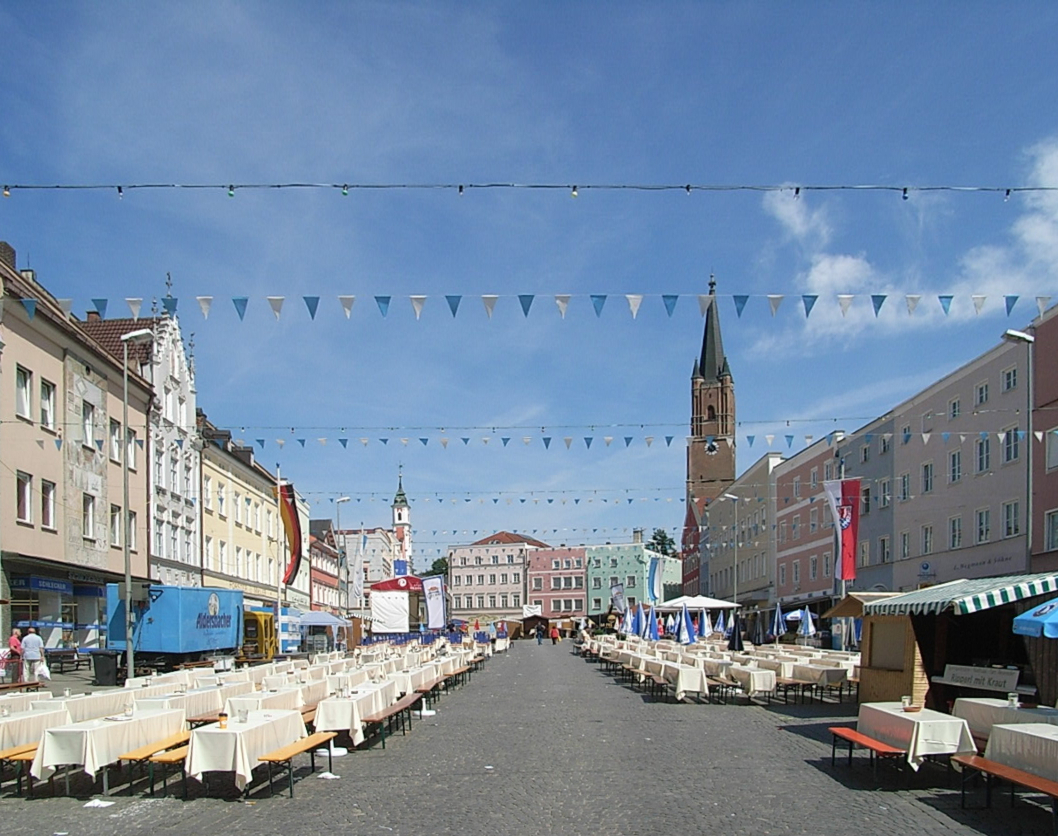
Het stadsplein
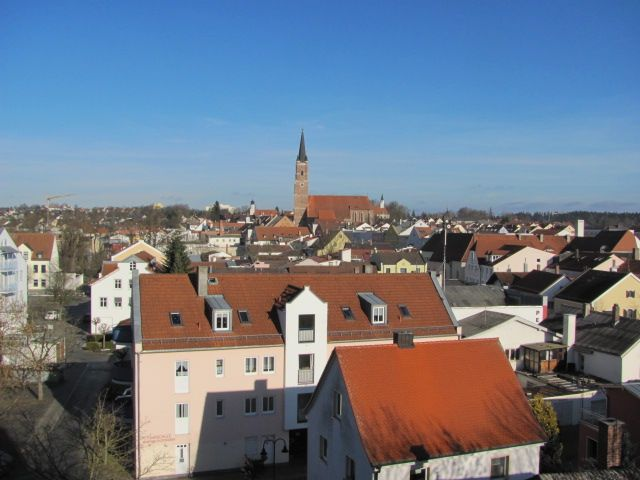
Gezicht op de parochiekerk St.Nicolaas en St. Stefanus in de binnenstad
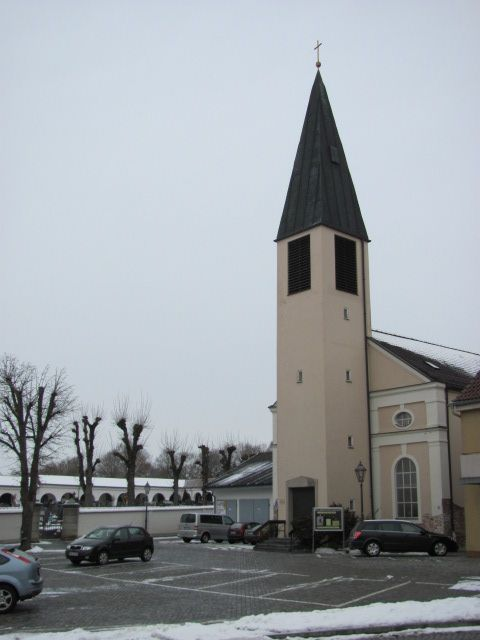
Evang.-lutherse Reformations-Gedächtnis-Kirche
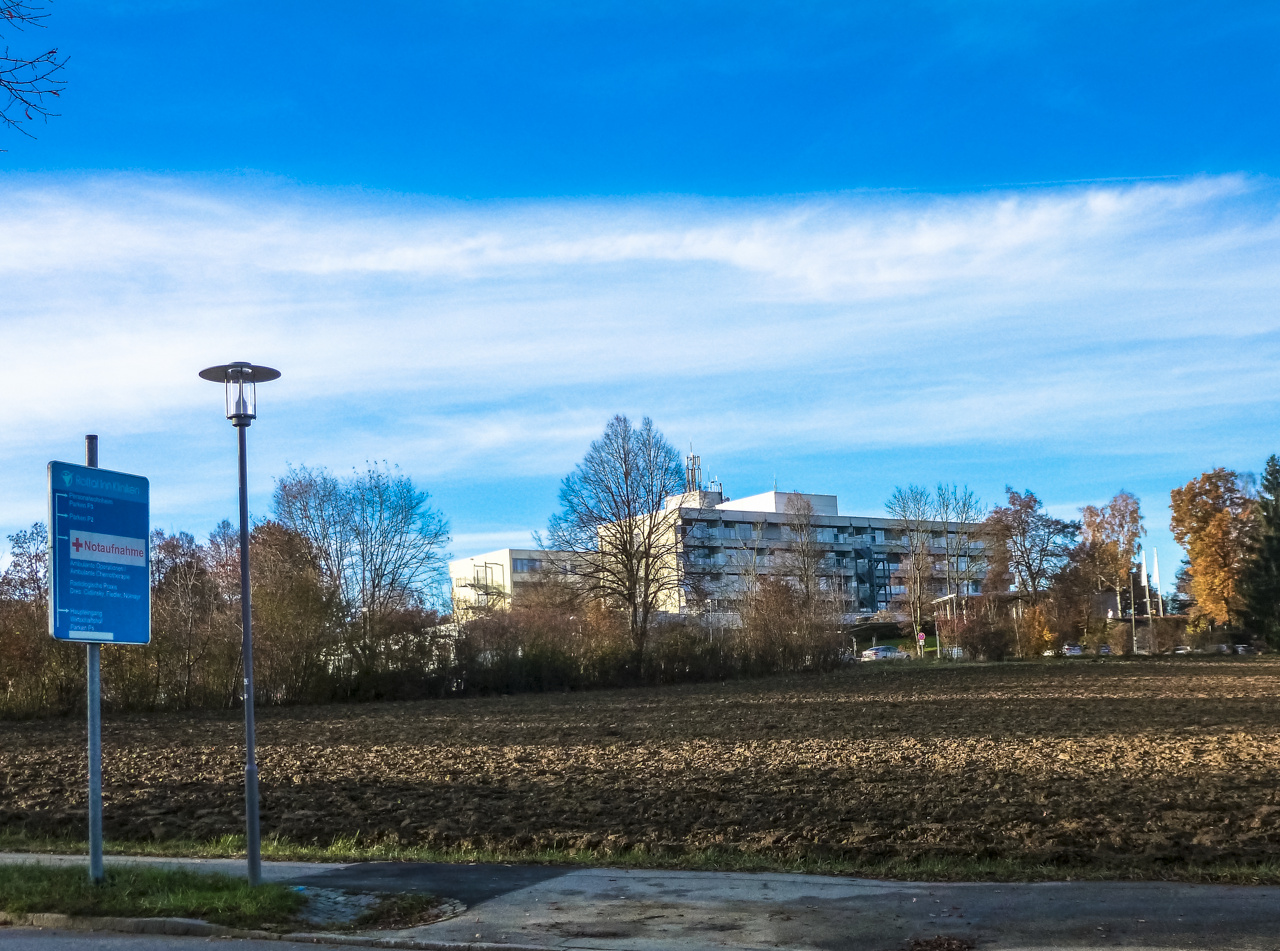
Het ziekenhuis van de stad
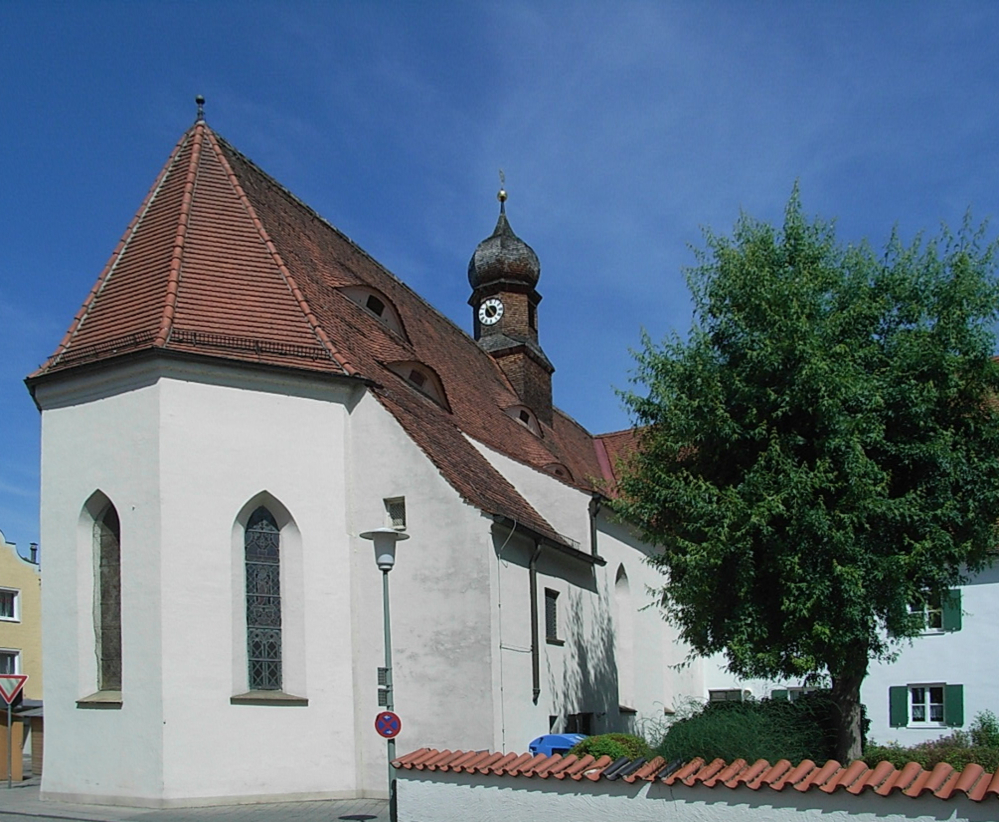
Spitalkirche, gewijd aan de Heilige Geest
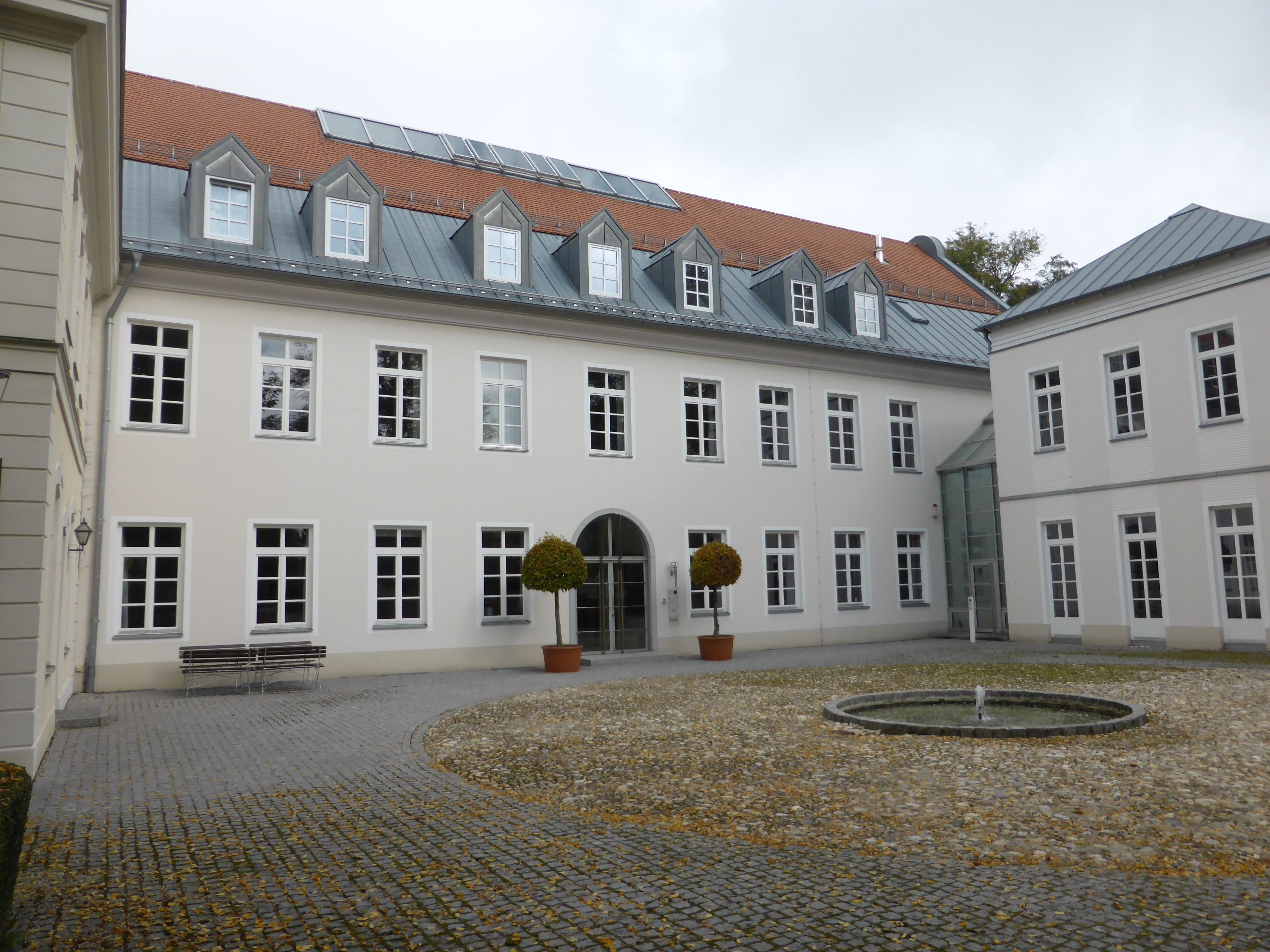
Nieuw gedeelte van kasteel Gern
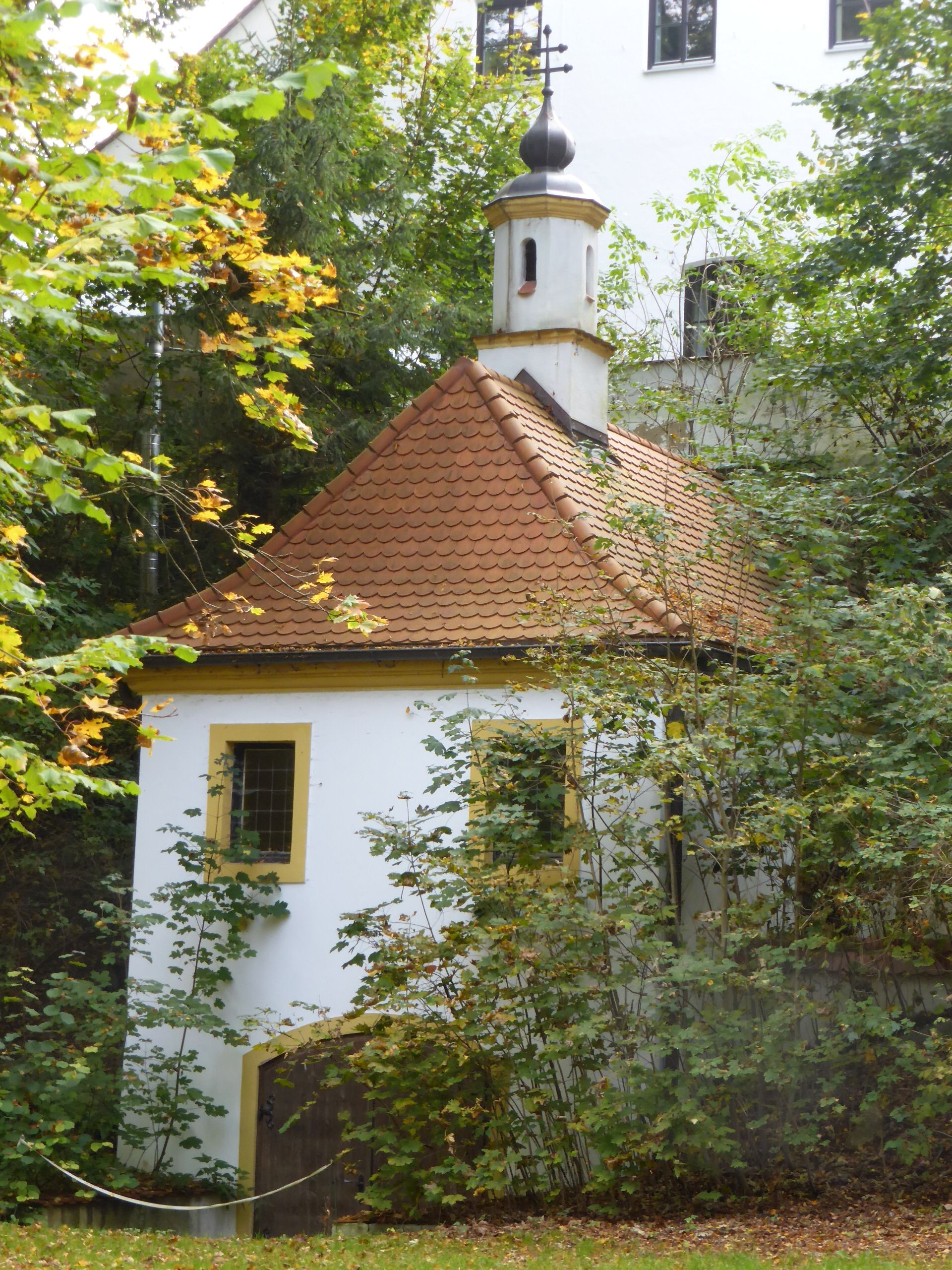
Kapel van kasteel Gern
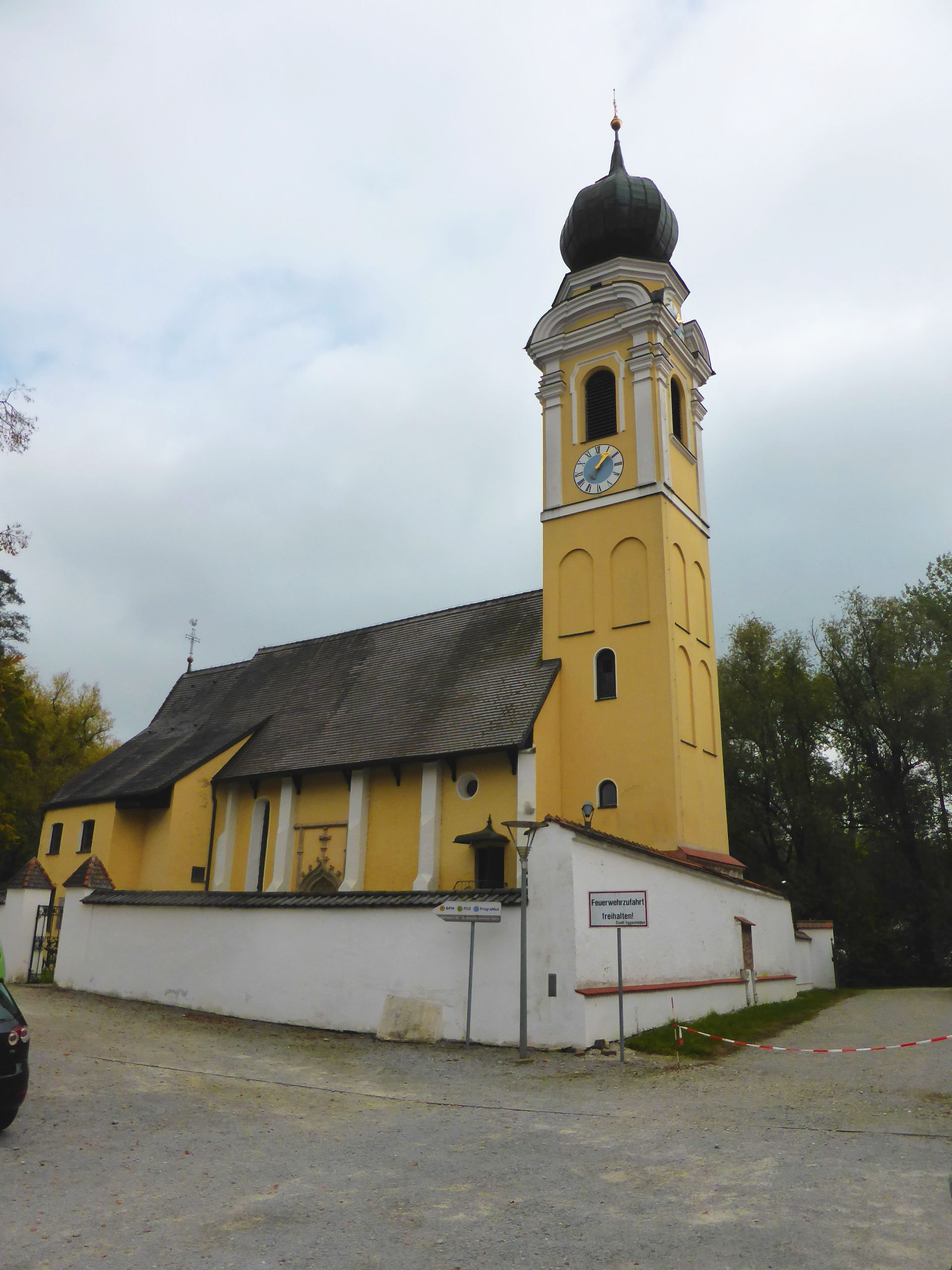
St.-Joriskapel , Gern
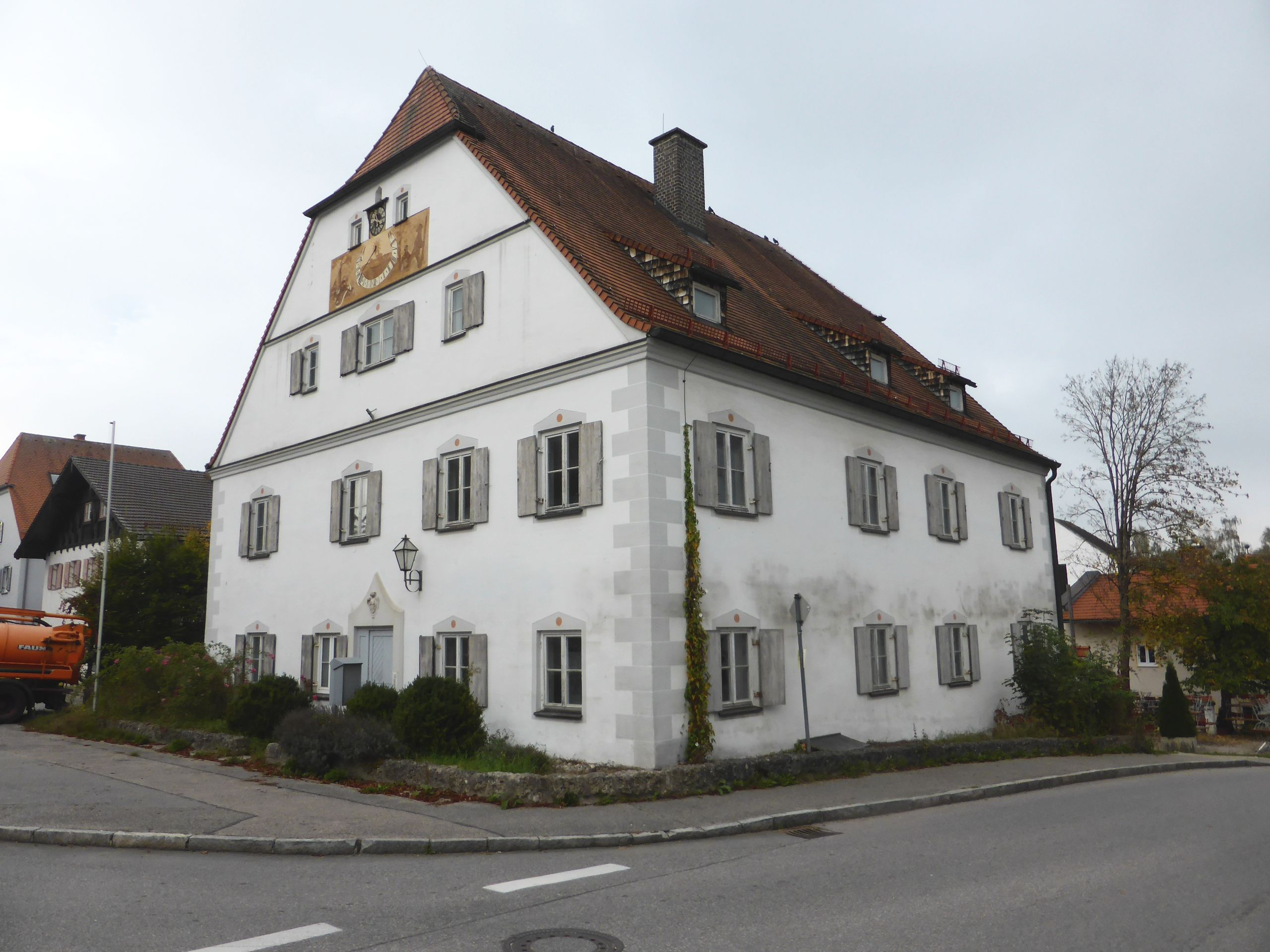
Voornaam woonhuis te Gern

## Partnergemeentes
- Sinds 1973 : Carcassonne, Frankrijk
- Sinds 2000 : Balatonalmádi, Hongarije.

Arnstorf ·
Bad Birnbach ·
Bayerbach ·
Dietersburg ·
Eggenfelden ·
Egglham ·
Ering ·
Falkenberg ·
Gangkofen ·
Geratskirchen ·
Hebertsfelden ·
Johanniskirchen ·
Julbach ·
Kirchdorf a.Inn ·
Malgersdorf ·
Massing ·
Mitterskirchen ·
Pfarrkirchen ·
Postmünster ·
Reut ·
Rimbach ·
Roßbach ·
Schönau ·
Simbach a.Inn ·
Stubenberg ·
Tann ·
Triftern ·
Unterdietfurt ·
Wittibreut ·
Wurmannsquick ·
Zeilarn